# Fieldsmedaljen

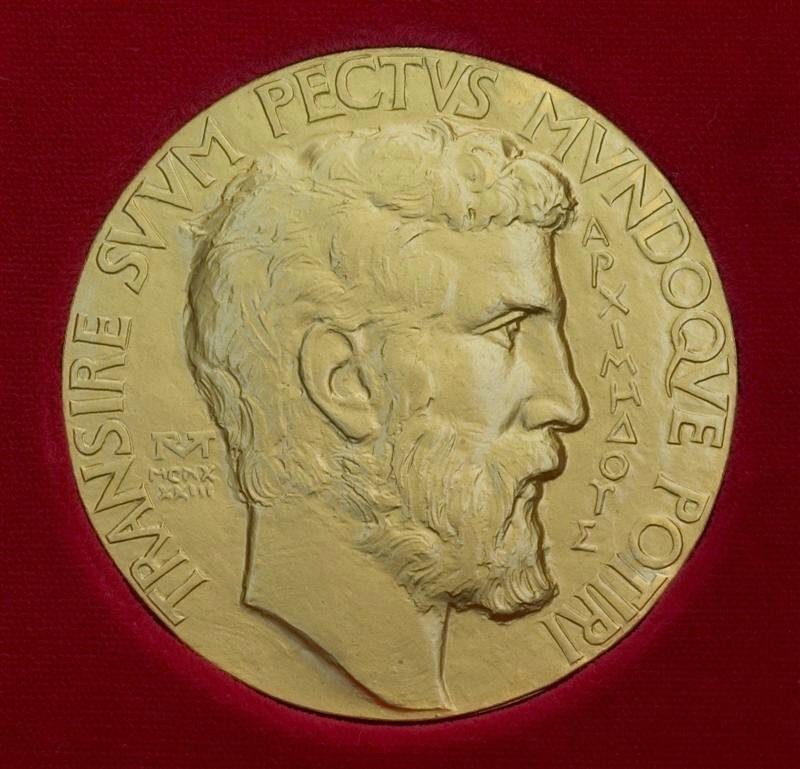
Framsidan av Fieldsmedaljen.

Fieldsmedaljen instiftades av den internationella matematikorganisationen International Mathematical Union enligt en resolution vid den internationella matematikkongressen 1924. Den uppkallades efter matematikern John Charles Fields (1863–1932), professor i matematik i Toronto, Kanada, som hade varit sekreterare vid kongressen 1924 och vid sin död 1932 testamenterade 47 000 dollar till priset. Medaljen är av guld och bär Arkimedes bild på åtsidan.
Medaljen, som delas ut var fjärde år vid de av unionen arrangerade internationella matematikkongresserna, har ibland kallats "matematikens nobelpris". I syfte att vara en sporre för framtida insatser inom matematiken delas dock medaljen endast ut till personer under 40 år. Från 1936 till 1962 utdelades vid varje kongress två medaljer, men sedan 1966 har fyra medaljer delats ut vid kongresserna.

## Historia
Medaljen föreslogs vid IMUs Internationella matematikerkongressen 11-16 augusti 1924 i Toronto. Medaljen beslutades slutligen 24 februari 1931 och fastställdes sedan 12 januari 1932.
Den första utdelningen gjordes 14 juli 1936 vid ICM kongress den 13-18 juli i Oslo.
Nordiska pristagare är Lars Ahlfors från Finland (1936), Atle Selberg från Norge (1950) och Lars Hörmander från Sverige (1962).

## Pristagare
| År   | Plats                               | Pristagare                     | Nationalitet        |
| ---- | ----------------------------------- | ------------------------------ | ------------------- |
| 2022 | Helsingfors, Finland                | Hugo Duminil-Copin             | Frankrike           |
| 2022 | Helsingfors, Finland                | June Huh                       | Sydkorea/USA        |
| 2022 | Helsingfors, Finland                | James Maynard                  | Storbritannien      |
| 2022 | Helsingfors, Finland                | Maryna Viazovska               | Ukraina             |
| 2018 | Rio de Janeiro, Brasilien           | Caucher Birkar                 | Iran/Storbritannien |
| 2018 | Rio de Janeiro, Brasilien           | Alessio Figalli                | Italien             |
| 2018 | Rio de Janeiro, Brasilien           | Peter Scholze                  | Tyskland            |
| 2018 | Rio de Janeiro, Brasilien           | Akshay Venkatesh               | Australien          |
| 2014 | Seoul, Sydkorea                     | Artur Avila                    | Brasilien/Frankrike |
| 2014 | Seoul, Sydkorea                     | Manjul Bhargava                | Kanada/USA          |
| 2014 | Seoul, Sydkorea                     | Martin Hairer                  | Österrike           |
| 2014 | Seoul, Sydkorea                     | Maryam Mirzakhani              | Iran                |
| 2010 | Hyderabad, Indien                   | Elon Lindenstrauss             | Israel              |
| 2010 | Hyderabad, Indien                   | Ngô Bảo Châu                   | Vietnam/Frankrike   |
| 2010 | Hyderabad, Indien                   | Stanislav Smirnov              | Ryssland            |
| 2010 | Hyderabad, Indien                   | Cédric Villani                 | Frankrike           |
| 2006 | Madrid, Spanien                     | Andrej Okunkov                 | Ryssland/USA        |
| 2006 | Madrid, Spanien                     | Grigorij Perelman              | Ryssland            |
| 2006 | Madrid, Spanien                     | Terence Tao                    | Australien          |
| 2006 | Madrid, Spanien                     | Wendelin Werner                | Frankrike           |
| 2002 | Peking, Kina                        | Laurent Lafforgue              | Frankrike           |
| 2002 | Peking, Kina                        | Vladimir Voevodsky             | Ryssland/USA        |
| 1998 | Berlin, Tyskland                    | Richard Ewen Borcherds         | Storbritannien      |
| 1998 | Berlin, Tyskland                    | William Timothy Gowers         | Storbritannien      |
| 1998 | Berlin, Tyskland                    | Maksim Kontsevitj              | Ryssland            |
| 1998 | Berlin, Tyskland                    | Curtis T. McMullen             | USA                 |
| 1994 | Zürich, Schweiz                     | Jefim Isaakovitj Zelmanov      | Ryssland            |
| 1994 | Zürich, Schweiz                     | Pierre-Louis Lions             | Frankrike           |
| 1994 | Zürich, Schweiz                     | Jean Bourgain                  | Belgien             |
| 1994 | Zürich, Schweiz                     | Jean-Christophe Yoccoz         | Frankrike           |
| 1990 | Kyoto, Japan                        | Vladimir Drinfeld              | Sovjetunionen       |
| 1990 | Kyoto, Japan                        | Vaughan Frederick Randal Jones | Nya Zeeland         |
| 1990 | Kyoto, Japan                        | Shigefumi Mori                 | Japan               |
| 1990 | Kyoto, Japan                        | Edward Witten                  | USA                 |
| 1986 | Berkeley, USA                       | Simon Donaldson                | Storbritannien      |
| 1986 | Berkeley, USA                       | Gerd Faltings                  | Västtyskland        |
| 1986 | Berkeley, USA                       | Michael Freedman               | USA                 |
| 1982 | Warszawa, Polen                     | Alain Connes                   | Frankrike           |
| 1982 | Warszawa, Polen                     | William Thurston               | USA                 |
| 1982 | Warszawa, Polen                     | Shing-Tung Yau                 | Kina/USA            |
| 1978 | Vancouver, British Columbia, Kanada | Pierre Deligne                 | Belgien             |
| 1978 | Vancouver, British Columbia, Kanada | Charles Fefferman              | USA                 |
| 1978 | Vancouver, British Columbia, Kanada | Grigorij Margulis              | Sovjetunionen       |
| 1978 | Vancouver, British Columbia, Kanada | Daniel Quillen                 | USA                 |
| 1974 | Helsingfors, Finland                | Enrico Bombieri                | Italien             |
| 1974 | Helsingfors, Finland                | David Mumford                  | USA                 |
| 1970 | Nice, Frankrike                     | Alan Baker                     | Storbritannien      |
| 1970 | Nice, Frankrike                     | Heisuke Hironaka               | Japan               |
| 1970 | Nice, Frankrike                     | Sergej Petrovitj Novikov       | Sovjetunionen       |
| 1970 | Nice, Frankrike                     | John Griggs Thompson           | Storbritannien      |
| 1966 | Moskva, Ryssland                    | Michael Francis Atiyah         | Storbritannien      |
| 1966 | Moskva, Ryssland                    | Paul Joseph Cohen              | USA                 |
| 1966 | Moskva, Ryssland                    | Alexander Grothendieck         | Frankrike           |
| 1966 | Moskva, Ryssland                    | Stephen Smale                  | USA                 |
| 1962 | Stockholm, Sverige                  | Lars Hörmander                 | Sverige             |
| 1962 | Stockholm, Sverige                  | John Milnor                    | USA                 |
| 1958 | Edinburgh, Skottland                | Klaus Roth                     | Storbritannien      |
| 1958 | Edinburgh, Skottland                | Rene Thom                      | Frankrike           |
| 1954 | Amsterdam, Nederländerna            | Kunihiko Kodaira               | Japan               |
| 1954 | Amsterdam, Nederländerna            | Jean-Pierre Serre              | Frankrike           |
| 1950 | Cambridge, Massachusetts, USA       | Laurent Schwartz               | Frankrike           |
| 1950 | Cambridge, Massachusetts, USA       | Atle Selberg                   | Norge               |
| 1936 | Oslo, Norge                         | Lars Ahlfors                   | Finland             |
| 1936 | Oslo, Norge                         | Jesse Douglas                  | USA                 |

1998 fick Andrew Wiles en silvermedalj för sitt bevis av Fermats stora sats, då han var för gammal för att få en vanlig medalj.